# 안드로메다자리 3
안드로메다자리 3(3 Andromedae / 3 And)는 안드로메다자리의 거성으로 겉보기 등급은 +4.65 등급이다. 지구에서 179 광년 떨어져 있다.

## 관측
이 별은 북반구에 위치해 있기 때문에 당연하겠지만 주로 북반구에서 관측할 수 있다. 거의 주극성의 성질을 가지므로, 남반구에서는 관측이 제한되어 있다. 안시 등급은 +4.6 등급으로 광공해가 없는 하늘에서는 충분히 관측할 수 있다.
8월 말에서 12월에 걸쳐서 저녁 무렵이 관측하기 가장 좋은 시기이며, 북반구에서 한겨울까지도 볼 수 있다. 이 별의 적위 때문에, 남반구에서는 봄에만 볼 수 있다.

## 물리적 특성
황색 거성으로 절대 등급은 +0.95 등급이다. 시선 속도가 음수이다. 이것은 태양계와 가까워지고 있음을 의미한다.

## 참고 자료
- 안드로메다자리 3의 사진[깨진 링크(과거 내용 찾기)]